# Bandiere delle province e territori del Canada
La seguente è una lista di bandiere delle province e dei territori del Canada.

## Bandiera nazionale
| Bandiera          | Adozione | Nome                                              | Descrizione                                                                                                |
| ----------------- | -------- | ------------------------------------------------- | --- |
| Canada (bandiera) | 1965     | Bandiera del Canada (Maple Leaf Flag, l'Unifolié) | Bandiera a base rossa con quadretto bianco al centro e una foglia d'acero rossa stilizzata a undici punte. |

## Bandiere delle province del Canada
| Bandiera                              | Adozione | Nome                                     | Descrizione |
| ------------------------------------- | -------- | ---------------------------------------- | --- |
| Nuova Scozia (bandiera)               | 1625     | Bandiera della Nuova Scozia              | Una decusse blu su un campo bianco, con al centro lo scudo araldico scozzese. |
| Nuovo Brunswick (bandiera)            | 1965     | Bandiera del Nuovo Brunswick             | Un blasone dello stemma del Nuovo Brunswick, il terzo superiore un leone d'oro rappresentando un collegamento con Brunswick-Lüneburg e l'Inghilterra, e la parte bassa una galea spagnola, che rappresenta l'industria dell'ingegneria navale della provincia.                   |
| Québec (bandiera)                     | 1948     | Bandiera del Québec (Fleur-de-lis)       | Una croce bianca sopra un campo blu, con un giglio in ogni quadrante formato dalla croce. |
| Ontario (bandiera)                    | 1965     | Bandiera dell'Ontario                    | Un'Insegna rossa con lo stemma dell'Ontario. |
| Manitoba (bandiera)                   | 1965     | Bandiera di Manitoba                     | Un'Insegna rossa con lo stemma del Manitoba |
| Columbia Britannica (bandiera)        | 1960     | Bandiera della Columbia Britannica       | Un blasone dello stemma della Columbia Britannica, la Union Jack con una corona e righe ondulate bianche e blu che simboleggiano l'oceano Pacifico. |
| Isola del Principe Edoardo (bandiera) | 1964     | Bandiera dell'Isola del Principe Edoardo | Un blasone dello stemma dell'Isola del Principe Edoardo, il terzo superiore figura un leone araldico dell'Inghilterra e la parte bassa tre piccole querce, rappresentano le contee della provincia, sotto la protezione di una quercia più grande che rappresenta l'Inghilterra. |
| Saskatchewan (bandiera)               | 1969     | Bandiera del Saskatchewan                | Parte superiore verde con lo stemma del Saskatchewan e parte bassa gialla con la sovrapposizione di un giglio rosso, il fiore provinciale. |
| Alberta (bandiera)                    | 1968     | Bandiera dell'Alberta                    | Lo stemma dell'Alberta sopra un campo blu. |
| Terranova e Labrador (bandiera)       | 1980     | Bandiera di Terranova e Labrador         | I triangoli blu simboleggiano la Union Jack, i triangoli rossi simboleggiano le due parti della provincia e la freccia d'oro rappresenta un "futuro brillante". |

## Bandiere dei territori del Canada
| Bandiera                            | Adozione | Nome                                  | Descrizione |
| ----------------------------------- | -------- | ------------------------------------- | --- |
| Territori del Nord-Ovest (bandiera) | 1969     | Bandiera dei Territori del Nord-Ovest | Un campo blu al di sopra del quale si trova un rettangolo canadese (una striscia bianca che occupa metà della lunghezza della bandiera), con al centro parte dello stemma dei territori. |
| Yukon (bandiera)                    | 1968     | Bandiera dello Yukon                  | Un tricolore bianco, verde e blu che presenta al centro lo stemma dello Yukon al di sopra di una corona di Camenèrio, il fiore territoriale.                                             |
| Nunavut (bandiera)                  | 1999     | Bandiera di Nunavut                   | Gialla e bianca con un inukshuk rosso e una stella blu che rappresenta la Niqirtsuituq, ossia la stella polare                                                                           |